# A Fight for Friendship
A Fight for Friendship è un cortometraggio muto del 1912 diretto da Henry Otto.

## Produzione
Il film fu prodotto dalla Nestor Film Company.

## Distribuzione
Distribuito dall'Universal Film Manufacturing Company, il film - un cortometraggio di una bobina - uscì nelle sale cinematografiche USA il 18 novembre 1912.